# 塚本清治

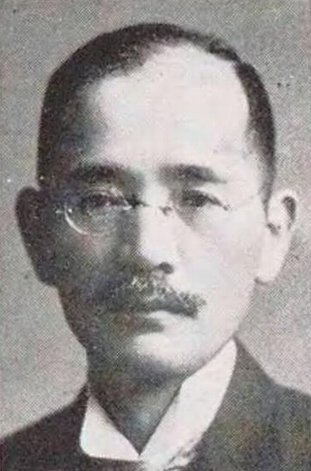
塚本清治

塚本 清治（つかもと せいじ、1872年12月5日（明治5年11月5日）-1945年（昭和20年）7月11日）は、明治から昭和にかけての内務官僚・政治家。

## 経歴
兵庫県揖東郡旭陽村（現在の姫路市）出身。初めは河田姓を名乗っていたが、1884年（明治17年）に塚本家の養子に入った。第三高等学校を経て東京帝国大学法科大学を卒業、1902年（明治35年）11月の高等文官試験に合格した。初め東京府職員であったが、翌年には内務省に移籍して、以後1915年（大正4年）に神社局長、1920年（大正9年）に地方局長、1922年（大正11年）に社会局長を務め、1923年（大正12年）の第2次山本内閣成立と同時に内務次官に任じられた。同内閣崩壊後にこれを辞し、1924年（大正13年）の加藤高明内閣発足とともに法制局長官に任じられ、途中1925年8月に内閣書記官長に転じて、引き続き第1次若槻内閣でも同職にあった。1926年（大正15年）1月29日、貴族院議員に勅選されて同成会に属した。1927年（昭和2年）、大正天皇大喪儀の大喪使次官を務める。1931年（昭和6年）に関東長官に任じられる。貴族院議員在職中に死去した。

## 著作
- 『神社に関する注意』神社協会事務所、1916年。

## 栄典
位階
- 1904年（明治37年）2月10日 - 従七位[4]
- 1906年（明治39年）2月20日 - 正七位[4]
- 1908年（明治41年）3月30日 - 従六位[4]
- 1910年（明治43年）5月21日 - 正六位[4]
- 1912年（大正元年）9月30日 - 従五位[4]
- 1915年（大正4年）8月20日 - 正五位[4]
- 1920年（大正9年）8月30日 - 従四位[4]
- 1926年（大正15年）2月15日 - 正四位[4]
- 1927年（昭和2年）5月2日 - 従三位[4]
- 1945年（昭和20年）7月11日 - 正三位[5]

勲章等
- 1906年（明治39年）4月1日 - 勲六等単光旭日章[4]
- 1911年（明治44年）6月28日 - 勲五等瑞宝章[4]
- 1915年（大正4年）8月28日 - 勲四等瑞宝章[4]
- 1916年（大正5年）1月19日 - 銀杯一組[4]
- 1917年（大正6年）12月20日 - 銀杯一組[4]
- 1919年（大正8年）9月30日 - 勲三等瑞宝章[4]
- 1922年（大正11年）12月23日 - 勲二等瑞宝章[4]
- 1924年（大正13年）5月31日 - 旭日重光章[4]
- 1926年（大正15年）7月12日 - 勲一等瑞宝章[4]
- 1930年（昭和5年）12月5日 - 帝都復興記念章[6]
- 1934年（昭和9年）4月29日 - 旭日大綬章[4]
- 1940年（昭和15年）4月29日 - 銀杯一組[4]